# Activering (biochemie)
Activering is een term uit de biochemie voor het proces waarbij enzymen en andere biologisch actieve moleculen in staat worden om een biologische functie uit te voeren. Een voorbeeld van activering is pro-enzymen die in enzymen veranderen, die als katalysator kunnen dienen voor processen in het lichaam van een dier of een mens. Enzymen kunnen omkeerbaar én onomkeerbaar geactiveerd worden.